# Tristana (roman)
Pour les articles homonymes, voir Tristana.
Tristana est un roman de Benito Pérez Galdós publié en 1892. Il a fait l'objet d'une adaptation cinématographique en 1970, réalisée par Luis Buñuel, avec Catherine Deneuve dans le rôle-titre. 

## Résumé
Ce roman raconte l’histoire de Tristana, infortunée « prisonnière » de Don Lope, Don Juan déchu, qui la garde jalousement sous sa tutelle. La jeune fille, dominée par ses illusions et par les préceptes de son tyran, restera victime du joug de ce dernier. Alors qu’elle aurait pu épouser Horace au début de leur relation, la faculté imaginative dévorante de Tristana et l’influence de Don Lope vont achever toute possibilité d’émancipation pour la jeune fille.